# Oomorphus concolor
Oomorphus concolor là một loài bọ cánh cứng trong họ Chrysomelidae. Loài này được Sturm miêu tả khoa học năm 1807.

## Hình ảnh

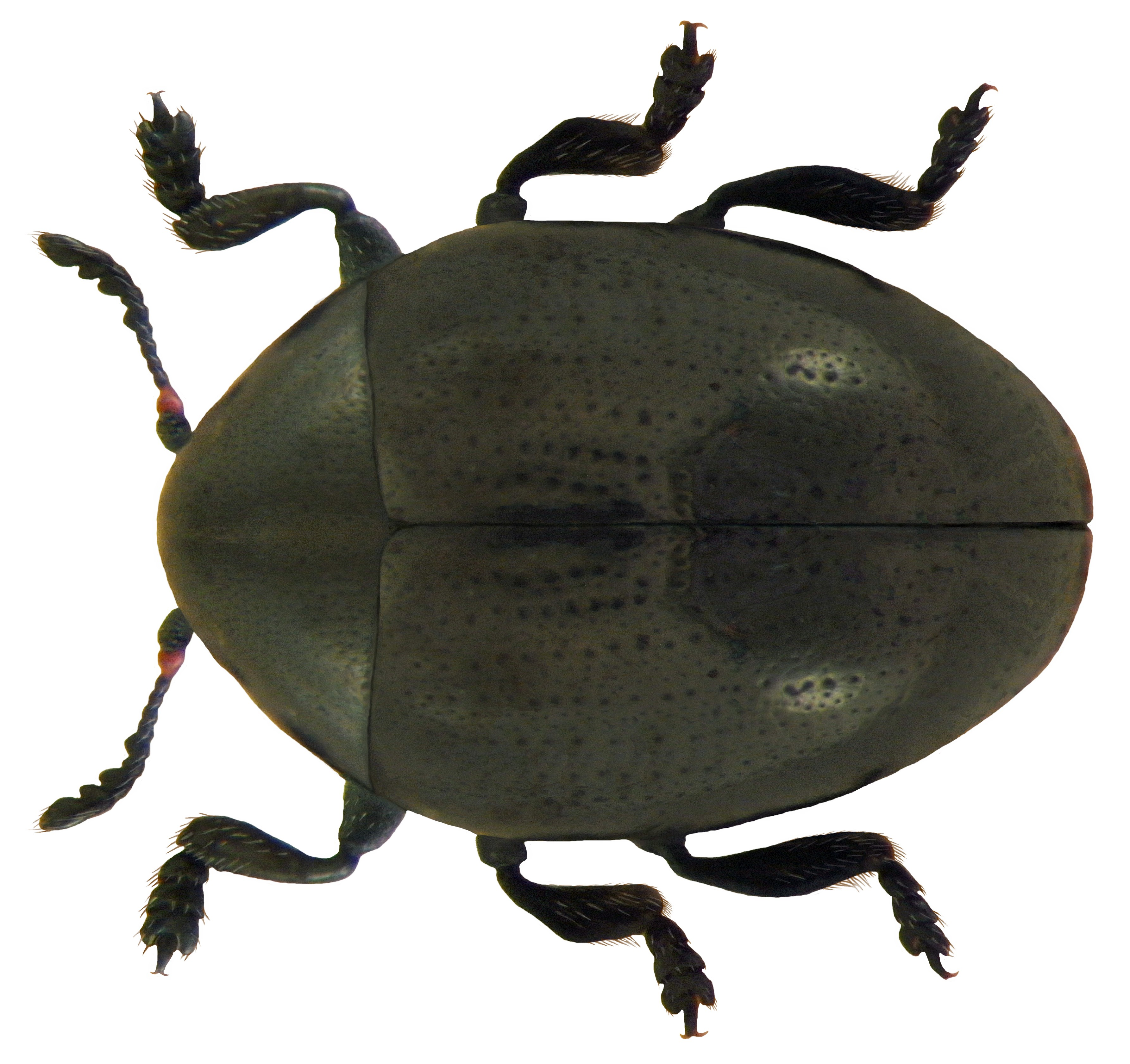
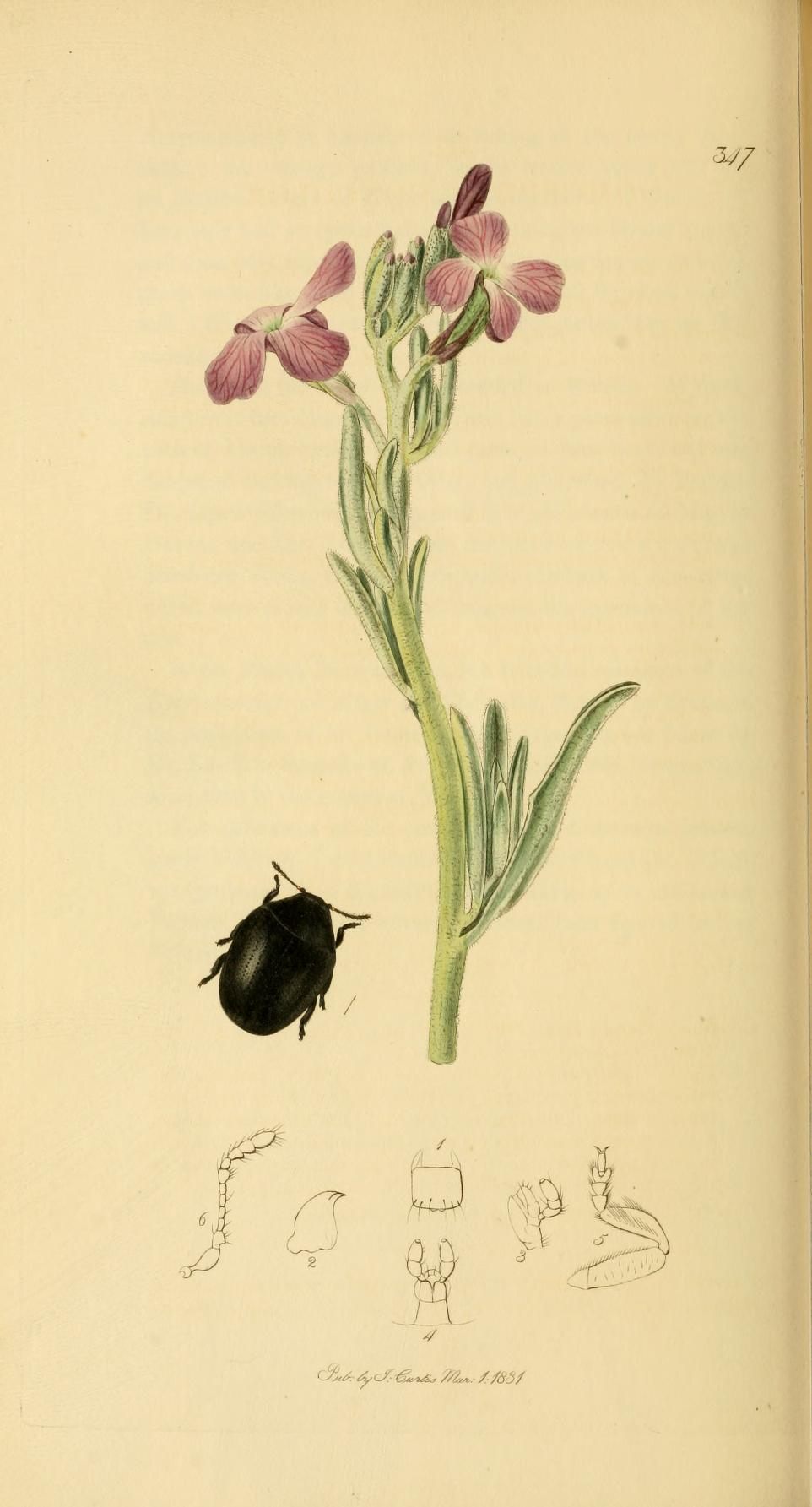
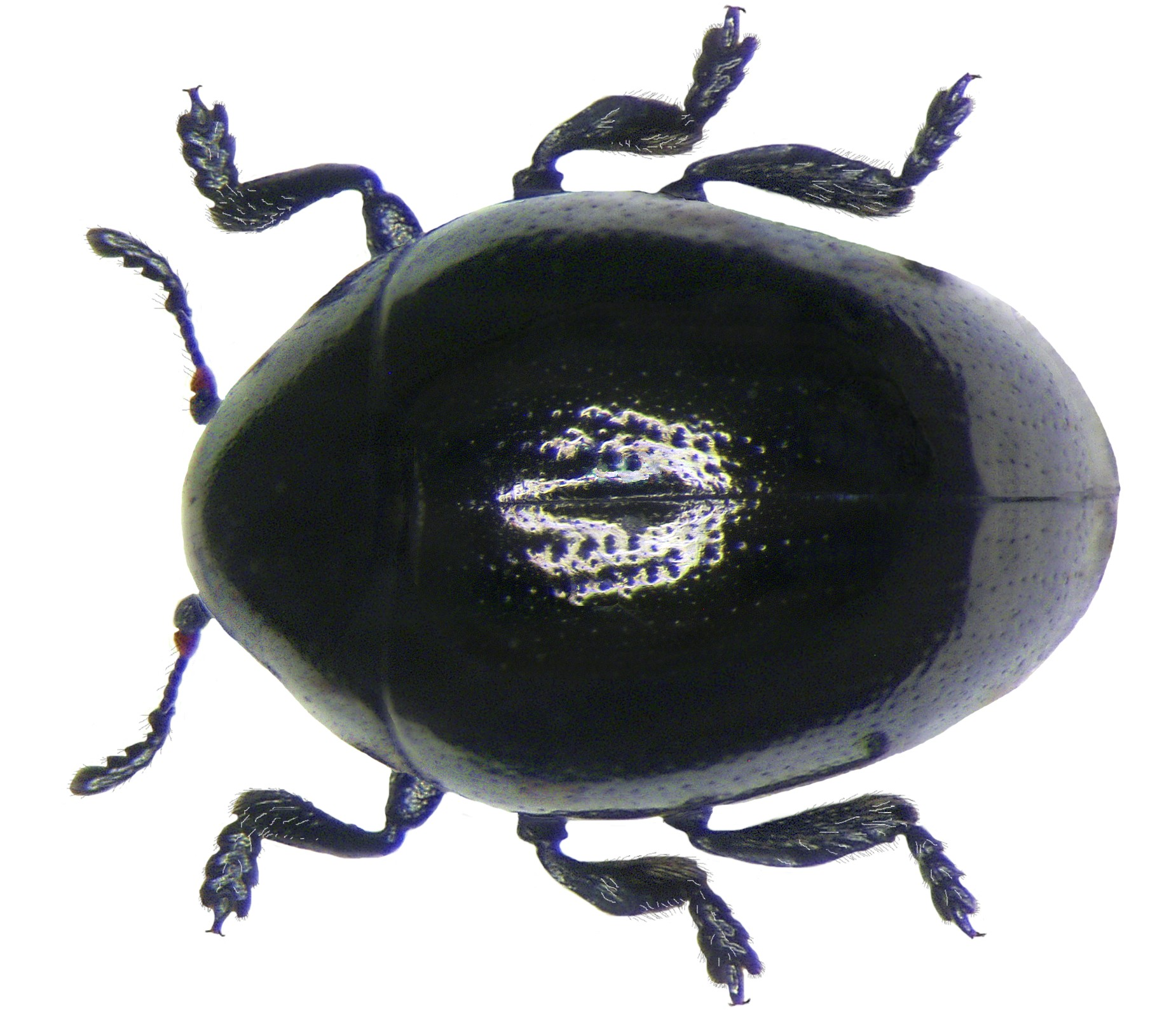
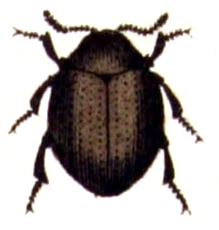